# Ali Awni al-Harzi
Ali bin al-Tahar bin al-Falih al-'Awni al-Harzi (* 9. März 1986 in Ariana oder Tunis; † 15. Juni 2015 in Mossul), bekannt als Abu Zubayr al-Tunisi, war ein tunesischer militanter Islamist und Anführer im sog. Islamischen Staat. Er gehörte zu den Tatverdächtigen des Bengasi-Anschlags.

## Leben
Al-Harzi war Mitglied der Ansar al-Scharia (Tunesien) und aktiv in der Anwerbung von Kämpfern beteiligt sowie an Waffenschmuggel. 2005 wurde er in Tunesien verhaftet und wegen der Vorbereitung terroristischer Straftaten zu 30 Monaten Gefängnis verurteilt.
Im Oktober 2012 wurde al-Harzi in der Türkei festgenommen und nach Tunesien ausgeliefert aufgrund von Anklagen wegen Terrorismus und möglicher Verbindungen zu den Attentaten auf das US-Konsulat in Bengasi. al-Harzi befand sich auf dem Weg nach Syrien.
Im Dezember 2012 wurde al-Harzi von der amerikanischen Bundespolizei FBI befragt wegen des Benghasi-Anschlags. Die tunesische Ansar al-Scharia (Tunisia) veröffentlichte ein Video dazu.
Am 8. Januar 2013 wurde al-Harzi mangels Beweisen freigelassen. Ansar al-Sharia veröffentlichte ein Video mit feiernden Dschihadisten.
Am 14. April 2015 setzte die US-Regierung al-Harzi auf die Terror-Liste (United States Department of the Treasury).
Zuvor hatte ihn bereits der Sicherheitsrat der Vereinten Nationen am 10. April 2015 zum Terroristen erklärt.
al-Harzi starb am 15. Juni 2015 bei einem Luftangriff in Mossul.